# Mineralogické muzeum (Univerzita La Sapienza, Řím)
Římské mineralogické muzeum (oficiálně italsky Il Museo di Mineralogia della Sapienza)  je součástí studijních oborů věd o Zemi Univerzity La Sapienza v centru italského hlavního města. Nachází se v univerzitním areálu ve čtvrti Castro Pretorio spolu s některými dalšími univerzitou zřízenými expozicemi - například botanickým, paleontologickým a geologickým muzeem a muzei fyziky a chemie.

## Historie
Il Museo di Mineralogia della Sapienza založil papež Pius VII. 13. listopadu 1804. Muzeum bylo slavnostně otevřeno po dvou letech, 27. října 1806. Prvním ředitelem muzea a zároveň univerzitním profesorem jmenoval papež Pius VII. Carla Giuseppe Gismondiho (1762 - 1824). 

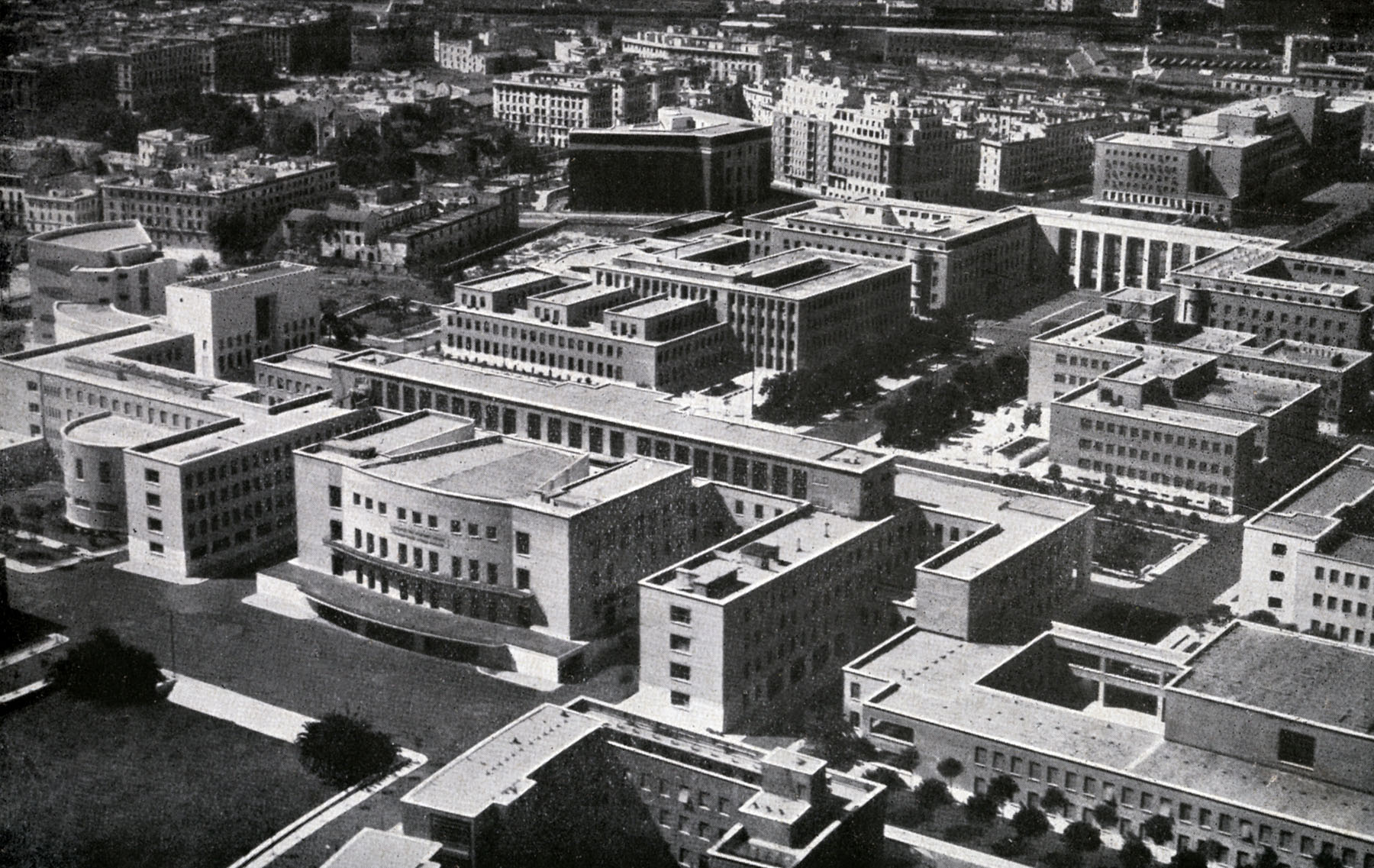
Areál Univerzity La Sapienza na leteckém snímku z roku 1938

Původní muzejní expozice byly umístěny v tehdejším sídle Univerzity La Sapienza na Corso Rinascimento poblíž náměstí Piazza Navona v centru Říma, v paláci, ve kterém se nyní nachází italský státní archív.
Hlavní zásluhu na novém uspořádání a významném doplnění sbírek a přeměně římského mineralogického muzea v moderní instituci na evropské úrovni měl italský mineralog německého původu Giovanni (Johannes Karl Theodor) Strüver (1842 Braunschweig - 1915 Řím). V průběhu čtyř desítek let působení v římském mineralogickém muzeu Strüver doplnil zdejší sbírky o cca 10 000 nových vzorků minerálů, mezi jinými především z provincie Lazio, Piemontských Alp a z ostrova Elba. Podílel se též na vytvoření sbírky meteoritů.
V letech 1933 - 1935 byl ve čtvrti Castro Pretorio v centru Říma vybudován nový univerzitní areál podle návrhu architekta Marcella Piacentiniho. Do tohoto areálu bylo pod vedením senátora Federica Milloseviche v roce 1935 přemístěno také mineralogické muzeum.

## Expozice

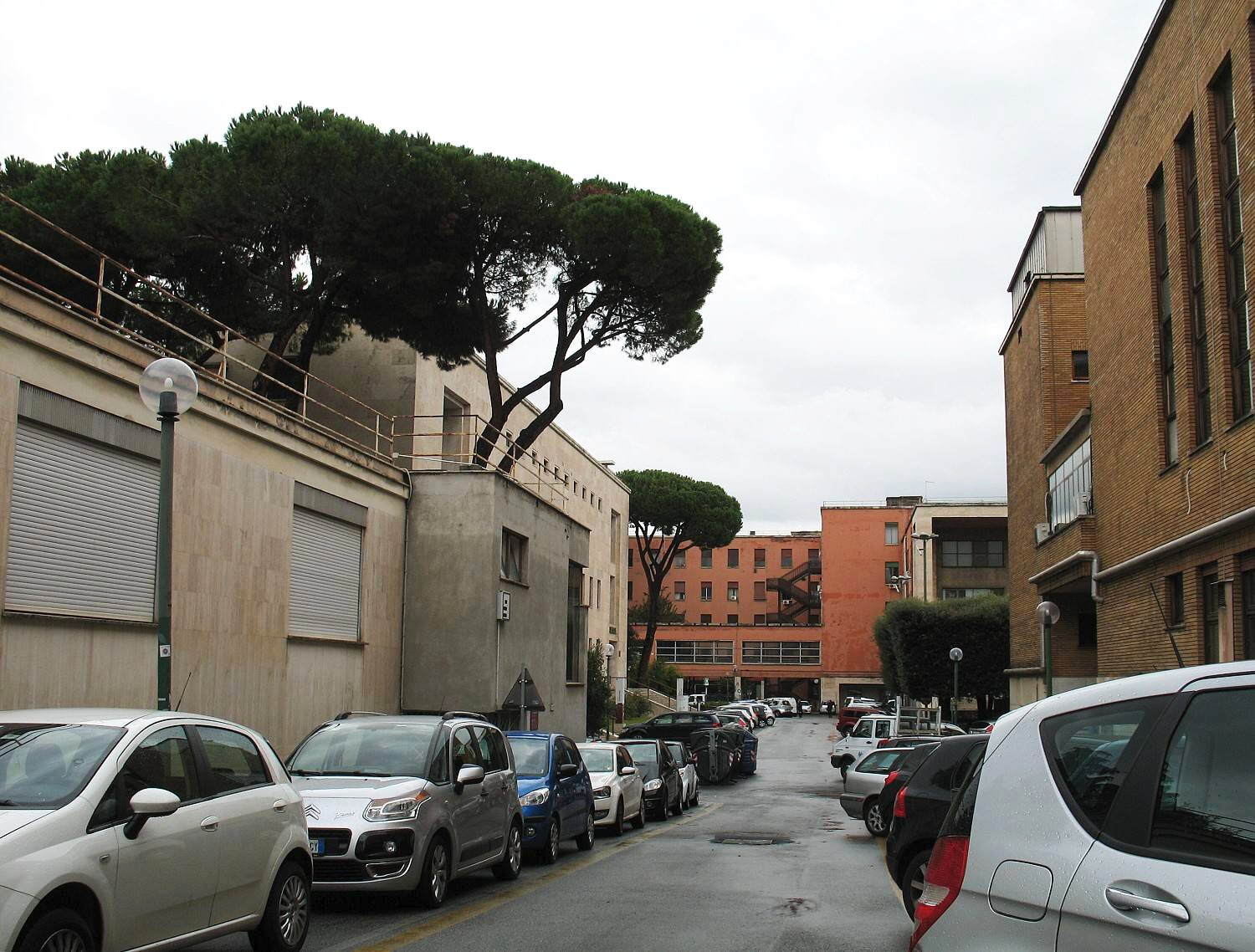
Část areálu Univerzity La Sapienza - budova mineralogického muzea je na snímku vlevo vzadu

V budově na Piazzale Aldo Moro č. 5 jsou mineralogickému muzeu vyhrazena dvě poschodí a celkové ploše 1500 čtverečních metrů, z čehož je 1200 m² výstavních ploch. Zbytek pak připadá na zázemí, posluchárny, laboratoře a depozitář. Dle stavu z roku 2015 čítal inventář na 34 000 vzorků minerálů z celého světa, dále ukázky meteoritů a drahých kamenů. Mezi italskými minerály jsou pozoruhodné ukázky krystalů z Alp, reprezentativní vzorky z bohatých mineralogických lokalit na ostrově Elba či impozantní vzorky síry a dalších minerálů ze Sicílie. Základem expozice drahých kamenů se stala sbírka 388 drahokamů, kabošonů a prstenů s acháty, kterou v roce 1824 věnoval pro zdejší Dactyliothecu nástupce Pia VII papež Lev XII. Předpokládá se, že tyto kameny, zejména acháty, pocházejí z oblasti německého Idar-Obersteinu a z jeho proslulých brusičských dílen.  Do fondů muzea přispěl též italský král Umberto I., který mu věnoval svou sbírku australských hornin a minerálů. V roce 2009 obdrželo muzeum další dar - sbírku obřích krystalů. Součástí muzejních expozic je stálá výstava s názvem "Minerali e Vita" ("Minerály a život").

## Dostupnost
Muzeum se nachází uprostřed univerzitního areálu zhruba 1 km směrem na východ od římského hlavního nádraží Roma Termini. Sbírky jsou přístupny veřejnosti od pondělí do čtvrtka v době od 9.30 do 13 hodin, v pátek pouze na telefonické objednání. Skupinám je povolen vstup o maximálním počtu 25 osob.